# 우오누마타나카역
우오누마타나카역(일본어: 魚沼田中駅)은 일본 니가타현 우오누마시에 위치한 동일본 여객철도 다다미선의 철도역이다. 단선 승강장 1면 1선의 구조를 갖춘 지상역이다.

## 역 주변
- 국도 제252호선
- 아부루마 강

## 역사
- 1951년
  - 3월 1일 : 가미조 역, 가키노키 역과 함께 국철의 우오누마타나카 가승강장으로서 개설.
  - 10월 1일 : 역으로 승격.
- 1987년 4월 1일 : 일본국유철도 분할 민영화에 의해, 동일본 여객철도가 승계.

## 인접 역
| 동일본 여객철도 다다미선         | 동일본 여객철도 다다미선 | 동일본 여객철도 다다미선 |
| -------------------------------- | ------------------------ | ------------------------ |
| 에치고스하라 아이즈와카마쓰 방면 | ■ 다다미선               | 에치고히로세 고이데 방면 |